# Misery (Good Charlotte)
Misery è un singolo del gruppo musicale statunitense Good Charlotte, estratto dall'album Good Morning Revival, pubblicato il 10 dicembre 2007.

## Tracce
1. Misery – 3:49